# Habo (đô thị)
Habo Municipality (Habo kommun) là một đô thị ở hạt Jönköping, phía nam Thụy Điển, với thủ phủ là thị xã của Habo.
Đô thị hiện tại đã được lập năm 1974 khi một phần của đô thị nông nghiệp bị giải thể Fågelsås được hợp nhất với Habo cũ. Đơn vị này đã được chuyển từ hạt Skaraborg bị giải thể sang hạt Jönköping năm 1998.

## Các đơn vị dân cư trực thuộc
Có 3 khu vực đô thị (cũng gọi là Tätort hay đơn vị địa phương) tại đô thị Habo.
Bảng dưới đây liệt kê các đơn vị trực thuộc của đô thị này theo quy mô dân số thời điểm 31 tháng 12 năm 2005. Thủ phủ được bôi đậm.
| # | Địa phương | Dân số |
| - | ---------- | ------ |
| 1 | Habo       | 6,244  |
| 2 | Furusjö    | 344    |
| 3 | Fagerhult  | 317    |

- bài về Habo từ Nordisk Familjebok (1909)
- Số liệu thống kê Thụy Điển